# جواد تقی‌پور
جواد تقی‌پور (زاده ۱۵ فروردین ۱۳۴۲ - درگذشته ۱۶ آذر ۱۳۹۹) کمک داور ایرانی فوتبال بود. وی در سال ۱۳۶۳ داوری را شروع کرد و در سال ۱۳۷۷ به‌عنوان داور بین‌المللی، وارد لیست فیفا شد.
مرگ
وی در تاریخ ۱۶ آذر ۱۳۹۹ پس از سال‌ها مبارزه با بیماری سرطان درگذشت.